# Грус, Йозеф

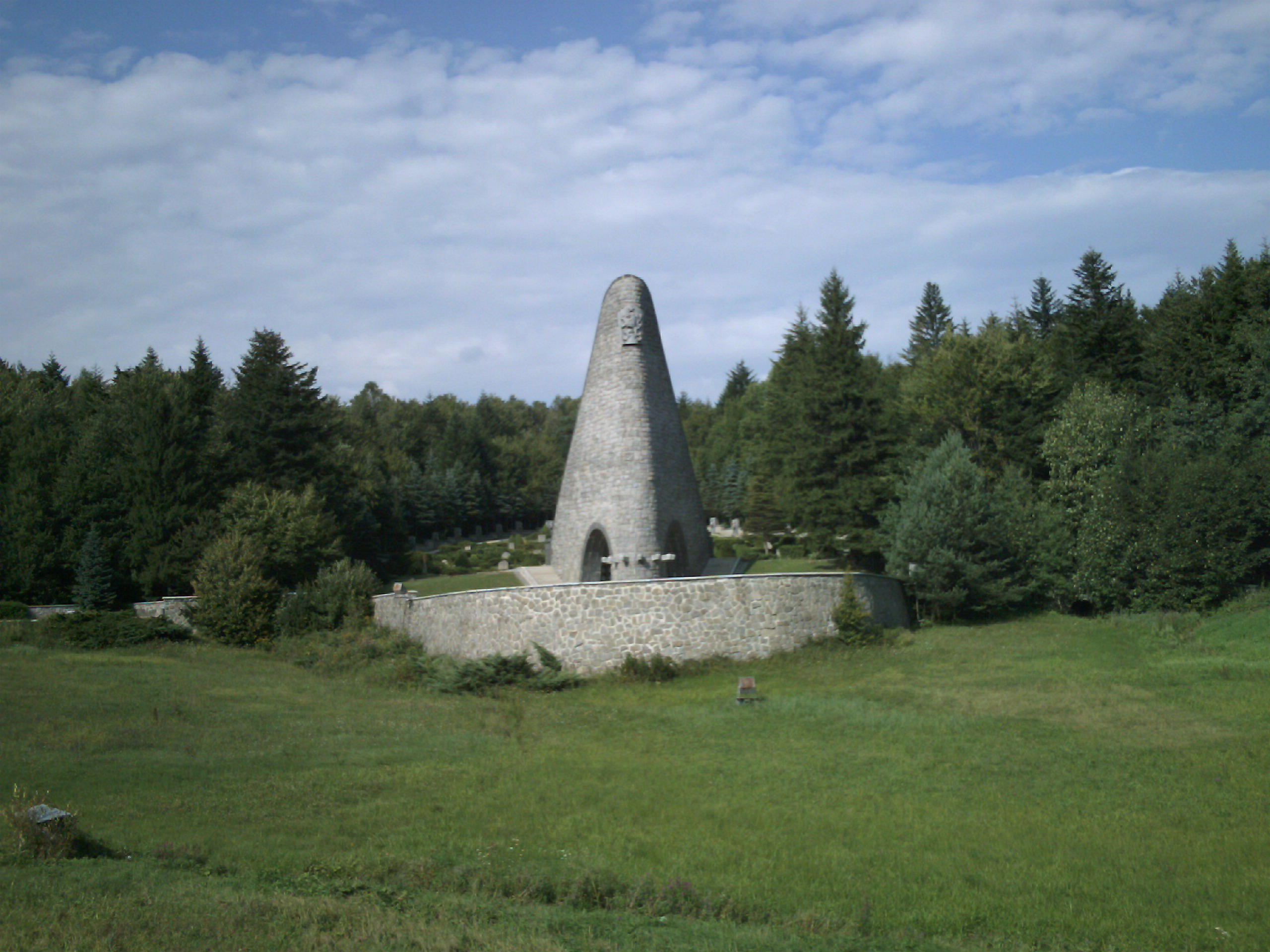
Памятник Карпатско-Дуклинской операции 1944 года

Йозеф Грус (чеш. Josef Grus; 19 октября 1893[…], Пардубице[…] — 19 марта 1972, Прага) — чехословацкий архитектор, художник, иллюстратор, график,педагог. Профессор Пражской Академии изобразительных искусств.

## Биография

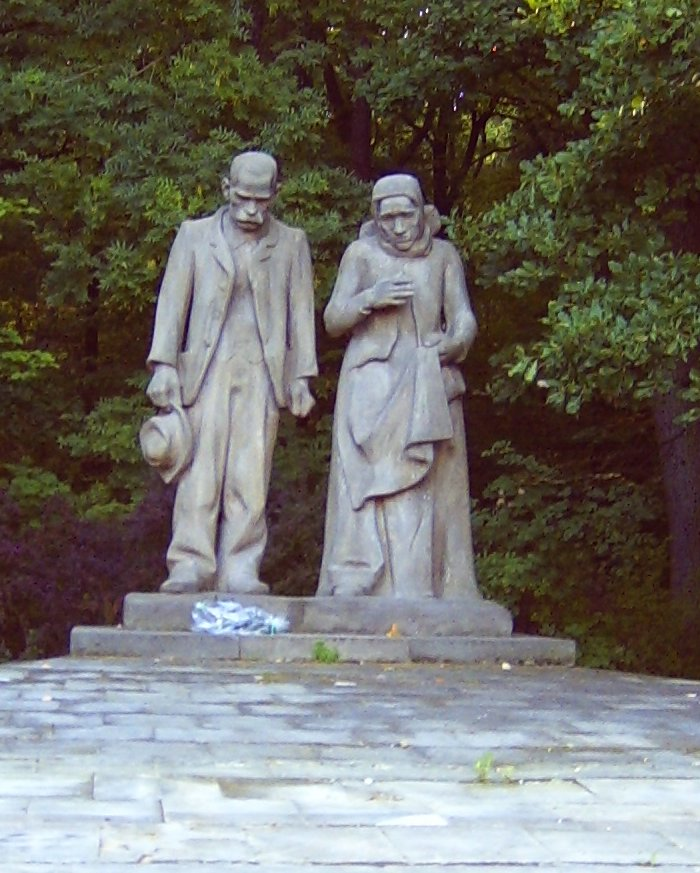
Памятник жертвам катастрофы на шахте Нельсон в 1934 году в Осеке

Участник Первой мировой войны. Оказался в русском плену. Позже сражался в составе Чехословацких легионов. После окончания войны добирался на родину по так называемому южному маршруту, через Гонконг и Индию, при этом сохранив все свои рисунки и записи.
Образование получил в Пражской Академии изобразительных искусств под руководством Йозефа Гочара. Позже там же преподавал курс архитектуры.
Председатель Подготовительного комитета Союза прикладного искусства и промышленного дизайна ЧССР.
Автор нескольких памятников, среди которых наиболее известны: памятник Карпатско-Дуклинской операции Красной Армии 1944 года на Дукельском перевале и
памятник более чем 140 жертвам катастрофы 1934 года в Осеке недалеко от Духцова , Чехия.
Много работал в области народной архитектуры. По его проектам построен ряд жилых и общественных зданий и сооружений в Чехословакии, в частности, в Нове-Место-над-Метуйи.